# Ankara
Ankara je od roku 1923 hlavní město Turecka. Nachází se zhruba uprostřed země v kopcovité krajině severozápadní části Anatolské plošiny. Žije zde přibližně 5,80 milionu obyvatel a je tak po Istanbulu druhým největším tureckým městem.

## Historie

### Starověk
Nejstarší osídlení Ankary a jejího okolí patřilo Chattům v období doby bronzové. Kolem let 2000 př. n. l. až 1700 př. n. l. bylo toto osídlení absorbováno indoevropskými Chetity. Význam a velikost města výrazně vzrostly za vlády Frýgů od cca roku 1000 př. n. l., především po masové migraci obyvatelstva z hlavního města Frýgie Gordionu po zničujícím zemětřesení. Dle frýgijské tradice byl za zakladatele Ankary považován král Midas, avšak zeměpisec Pausaniás zmiňuje, že město bylo ve skutečnosti mnohem starší, což je v souladu s dnešními archeologickými poznatky.
Frýgy vystřídali nejprvé Lýdové a poté Peršané, ačkoli frýgijský charakter venkovského obyvatelstva zůstal zachován. Perská vláda byla ukončena jejich porážkou vojskem Alexandra Velikého, který město obsadil v roce 333 př. n. l. Po Alexandrově smrti v Babylónu v roce 323 př. n. l. byla jeho říše rozdělena mezi jeho generály. Ankara připadla Antigonovi I. Monofthalmovi. Dalším důležitým mezníkem v rozvoji města nastal pod taktovkou pontských Řeků, kteří přišli kolem roku 300 př. n. l. a proměnili Ankaru v obchodní centrum pro výměnu zboží mezi černomořskými přístavy na severu, asyrskými, kyperskými a libanonskými na jihu a gruzínskými, arménskými a perskými na východu. V tomto období také město přijalo svůj název Ἄγκυρα (Ánkyra, starořecky znamenající kotva), které v lehce pozměněné formě zůstalo až doposud.
V roce 278 př. n. l. obsadila střední Anatolii keltská skupina Galatů, kteří z Ankary udělali jedno ze svých hlavních kmenových center, středisko kmene Tektoságů. Město neslo název Ancyra. Samotný keltský element byl ve společnosti pravděpodobně velmi slabý, keltská válečnícká aristokracie vládnoucí nad frýgijsky mluvícími rolníky. Nicméně keltský jazyk se v Galacii uchytil na mnohá staletí. Na konci 4. století poznamenal svatý Jeroným, původem z Dalmácie, že jazyk používaný kolem Ankary je velmi podobný tomu používanému v oblasti severozápadně od Trevíru.
Ankara byla v roce 25 př. n. l. dobyta císařem Augustem, začleněna do Římské říše. Římané zde postavili augusteum, na jehož zdech se dochovalo Monumentum Ancyranum, oficiální záznam Res Gestae Divi Augusti (Činy božského Augusta) vytesaný do mramoru chrámových zdí. Augustus se rozhodl učinit z Ancyry jedno ze tří hlavních administrativních středisek střední Anatolie a stanovil ji hlavním městem provincie Galacie. Během svého rozkvětu za dob římského panování obývalo město podle odhadů až 200 tisíc obyvatel. Vedla tudy také významná římská cesta na východ. V druhé polovině 3. století byla Ancyra napadena Góty přicházejícími ze západu a později také Araby. Následně bylo západní výspou Palmýrské říše cíasřovny Zenobie, která využila období slabosti a zmatků v Římské říši k územní expanzi. Město bylo reinkorporováno do říše císařem Aurelianem roku 272.
V roce 303 se Ancyra stala cílem protikřesťanského pronásledování ze strany císařů Diocletiana a Galeria, kdy byl zatčen a popraven místní biskup Kliment a mnoho jeho souvěrců. Vymýcení křesťanství z města se však nepovedlo a již roku 314 se zde konal důležitý raněkřesťanský koncil, zabývající se rekonstrukcí církve po vlně pronásledování a otázkou tzv. „lapsi“, křesťanů, kteří se podvolili a konvertovali k uctívání římského pantheonu.

### Turecká nadvláda
Později ji obsadili Turci a udělali z ní provinční město. Do vyhlášení republiky byla známa jen chovem angorských koček. Po jejím vyhlášení ale Mustafa Kemal řekl, že nepřítel nesmí zemi pokořit z lodí, takže zvolil Ankaru jako hlavní město ze strategického hlediska. To nastartovalo veliký růst města, Kemalovi zde postavili po jeho smrti na konci 30. let mauzoleum. Po válce, v 60. a 70. letech minulého století došlo k hospodářskému rozvoji města do dnešního stavu, byly vybudovány moderní kancelářské budovy, včetně Atakule – televizní věže.

## Historické památky
Asi nejvýznamnější památkou je zde historická pevnost ze 16. století. Dále je také velmi navštěvováno Atatürkovo mauzoleum, Ankarské státní muzeum malby a sochařství a Etnografické muzeum. Významná je rovněž mešita Hacı Bayrâm-ı Velîho. Ve čtvrti Ulus se nachází jezdecká socha Kemala Atatürka. Na rozdíl od Istanbulu zde nejsou téměř žádné památníky osmanské vlády.

## Sport
Ve městě sídlí fotbalové kluby Geği a Ankaragücü.

## Partnerská města
- Addis Abeba, Etiopie (2006)
- Ammán, Jordánsko (1992)
- Astana, Kazachstán (2001)
- Ašchabad, Turkmenistán (1994)
- Bangkok, Thajsko (2012)
- Biškek, Kyrgyzstán (1992)
- Bissau, Guinea-Bissau (2011)
- Budapešť, Maďarsko (2015)
- Bukurešť, Rumunsko (1998)
- Damašek, Sýrie (2010)
- Dauhá, Katar (2016)
- Dušanbe, Tádžikistán (2003)
- Hanoj, Vietnam (1998)
- Havana, Kuba (1993)
- Chartúm, Súdán (1992)
- Islámábád, Pákistán (1982)
- Kábul, Afghánistán (2003)
- Kazaň, Rusko (2005)
- Kinshasa, Konžská demokratická republika (2005)
- Kišiněv, Moldavsko (2004)
- Kuala Lumpur, Malajsie (1984)
- Kuvajt, Kuvajt (1994)
- Kyjev, Ukrajina (1993)
- Lublaň, Slovinsko (2015)
- Manáma, Bahrajn (2000)
- Maputo, Mosambik (2015)
- Minsk, Bělorusko (2007)
- Mogadišo, Somálsko (2000)
- Moskva, Rusko (1992)
- Niamey, Niger (2018)
- Nikósie, Kypr (1989)
- Peking, Čína (1990)
- Podgorica, Černá Hora (2019)
- Priština, Kosovo (2005)
- Rizokarpaso, Kypr (1986)
- Saná, Jemen (2006)
- Sarajevo, Bosna a Hercegovina (1994)
- Soul, Jižní Korea (1971)
- Skopje, Severní Makedonie (1995)
- Sofie, Bulharsko (1992)
- Taškent, Uzbekistán (2019)
- Tbilisi, Gruzie (1996)
- Teherán, Írán (2013)
- Tirana, Albánie (1995)
- Tunis, Tunisko (2018)
- Ufa, Rusko (1997)
- Ulánbátar, Mongolsko (2003)
- Washington, D.C., Spojené státy americké (2011)
- Záhřeb, Chorvatsko (2008)